# Stane Street (Londres)
Pour les articles homonymes, voir Stane Street.

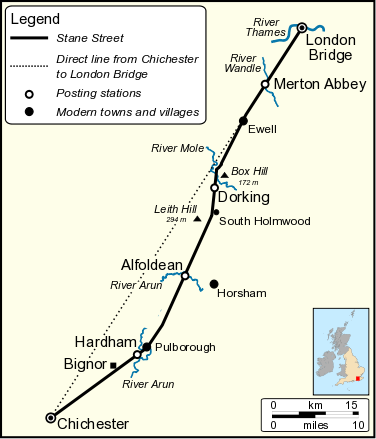
Stane Street

Stane Street est le nom moderne de la voie romaine, longue de 91 km, située dans le sud de l'Angleterre qui reliait Londinium (Londres) à Noviomagus Reginorum (Chichester). La date exacte de sa construction est incertaine ; cependant, sur la base d'objets archéologiques découverts le long de la route, elle était utilisée vers 70 apr. J.-C. et pourrait avoir été construite au cours de la première décennie de l'occupation romaine de la Grande-Bretagne (dès 43 à 53 apr. J.-C.).

## Description
Stane Street montre les principes d'ingénierie que les Romains utilisaient pour construire des routes. Un alignement en ligne droite du pont de Londres à Chichester aurait nécessité des traversées abruptes des North Downs, Greensand Ridge et South Downs. La route a donc été conçue pour exploiter une brèche naturelle dans les North Downs coupée par la rivière Mole et pour passer à l'est des hauteurs de Leith Hill (en), avant de suivre des terres plus plates dans la vallée de la rivière Arun jusqu'à Pulborough. La ligne directe n'a été suivie que sur les 20 km les plus au nord de Londres à Ewell. À aucun moment la route ne se trouve à plus de 10 km de la ligne directe reliant le pont de Londres à Chichester.
Aujourd'hui, la voie romaine est facilement traçable sur les cartes modernes. Une grande partie de l'itinéraire est suivie par l'A3, l'A24, l'A29 et l'A285, bien que la majeure partie du parcours traversant le comté moderne de Surrey ait été soit complètement abandonnée, soit suivie uniquement par des sentiers équestres. Les travaux de terrassement associés à la route sont visibles à de nombreux endroits où le parcours n'est pas recouvert de routes modernes. Plusieurs parties de Stane Street sont répertoriées comme Scheduled monuments, y compris la section bien conservée de Mickleham Downs à Thirty Acres Barn, Ashtead.